# アナスタシア・コディロワ
アナスタシア・コディロワ（ロシア語: Кодирова, Анастасия Александровна、ラテン文字転写: Anastasiya Kodirova-Belikova、1979年7月22日 - ）は、ロシアの元女子バレーボール選手。旧姓はアナスタシア・ベリコワ。現役時代のポジションはミドルブロッカー。元ロシア代表。

## 来歴
- クラブチーム

チェリャビンスク出身。1995年、ウラロチカ・エカテリンブルクに入団。同チームには10年間在籍し、1999/00～2003/04シーズンにかけてはロシアスーパーリーグで5連覇を果たした。2002/03シーズンのリーグではベストブロッカー賞を受賞した。2004/05シーズンからはAmurskie Tigritsyで2年間プレーした。2006/07シーズンはディナモ・モスクワと契約し、ロシアスーパーリーグで優勝、欧州チャンピオンズリーグで準優勝した。その後、結婚のため1年間のブランクを経て、2008/09シーズンはDinamo Metarでプレーした。2010/11シーズンはディナモ・クラスノダールへ移籍し、ロシアスーパーリーグで3位となった。2011/12シーズンにFakel Novy Urengoyでのプレーを最後に現役を引退した。
- 代表チーム

アンダーカテゴリーの代表として1995年、U-18欧州選手権で銀メダルを獲得し、自身もベストブロッカー賞を受賞した。同年のジュニア世界選手権で銀メダルを獲得した。1996年のジュニア欧州選手権で銀メダルを獲得し、大会のベストブロッカー賞を受賞した。1997年、シニア代表に初選出され、同年のワールドグランプリ、欧州選手権で金メダルを獲得した。11月に日本で開催されたグラチャンでは金メダルを獲得し、ベストブロッカー賞を受賞した。1998年11月の世界選手権では銅メダルを獲得した。1999年、ワールドグランプリ、欧州選手権で金メダルを獲得した。同年11月のワールドカップでは銀メダルを獲得した。2000年、シドニー五輪では銀メダルを獲得した。2001年、ワールドグランプリで銅メダルを、グラチャンで銀メダルを獲得した。2002年、ワールドグランプリで金メダルを獲得した。同年8-9月の世界選手権では銅メダルを獲得した。2003年、ワールドグランプリで銅メダルを獲得し、大会のベストブロッカー賞を受賞した。2004年、アテネ五輪世界最終予選に出場したが、本戦のメンバーからは外れた。同年7月のワールドグランプリでの試合に出場した。
- 私生活

2007年に結婚し、登録名をベリコワからコディロワへ変更した。

## 球歴
- オリンピック - 2000年
- 世界選手権 - 1998年、2002年
- ワールドカップ - 1999年
- グラチャン - 1997年、2001年
- 欧州選手権 - 1997年、1999年、2003年
- ワールドグランプリ - 1997年、1998年、1999年、2000年、2001年、2002年、2003年、2004年

## 受賞歴
- 1995年　U-18欧州選手権　ベストブロッカー賞
- 1996年　ジュニア欧州選手権　ベストブロッカー賞
- 1997年　グラチャン ベストブロッカー賞
- 2003年　2002/03ロシアスーパーリーグ　ベストブロッカー賞
- 2003年　ワールドグランプリ　ベストブロッカー賞
- 2007年　欧州チャンピオンズリーグ　ベストブロッカー賞

## 所属クラブ
- ウラロチカ・エカテリンブルク（1995-2004年）
- Amurskie Tigritsy（2004-2006年）
- ディナモ・モスクワ（2006-2007年）
- Dinamo Metar（2008-2009年）
- Omichka Omsk（2009-2010年）
- ディナモ・クラスノダール（2010-2011年）
- Fakel Novy Urengoy（2011-2012年）